# Palacio de St. James
El Palacio de St. James (en inglés: St James's Palace) es un palacio real situado en la Ciudad de Westminster en Londres, Reino Unido. Aunque ya no es la residencia principal del monarca, es el lugar de encuentro ceremonial del Accession Council y la residencia en Londres de varios miembros de la familia real británica.
Construido por el rey Enrique VIII en la parcela de un hospital de leprosos dedicado a Santiago el Menor, el palacio tuvo una importancia secundaria respecto al Palacio de Whitehall para la mayor parte de los monarcas de las casas de Tudor y Estuardo. La importancia del palacio aumentó durante los reinados de los primeros monarcas de la Casa de Hanover, pero fue desplazado por el Palacio de Buckingham a finales del siglo XVIII y principios del xix. Tras ser usado cada vez más solo para ocasiones formales durante décadas, el traslado fue formalizado por la Reina Victoria en 1837. En la actualidad el palacio alberga la sede de varias oficinas oficiales, sociedades y colecciones, y todos los embajadores y altos comisionados en el Reino Unido todavía son recibidos por la Corte de St. James.
Construido principalmente entre 1531 y 1536 en ladrillo rojo, la arquitectura del palacio es de estilo predominantemente Tudor. En 1809 un incendio destruyó algunas partes de la estructura, incluidos los apartamentos privados del monarca, que nunca fueron reconstruidos. Se conservan algunos interiores del siglo XVII, pero la mayor parte de ellos fueron remodelados en el siglo XIX.

## Historia

### Los Tudor
La construcción del palacio fue ordenada por Enrique VIII en la parcela de un antiguo hospital de leprosos dedicado a Santiago el Menor. El nuevo palacio, secundario en el interés del rey respecto al Palacio de Whitehall, fue construido entre 1531 y 1536 como una residencia más pequeña para escapar de la vida formal de la corte. Mucho más pequeño que el cercano Whitehall, St. James estaba diseñado alrededor de varios patios, incluidos el Colour Court, el Ambassador's Court y el Friary Court. El elemento más reconocible es la puerta norte: con cuatro plantas de altura, esta puerta tiene dos torres almenadas octogonales a ambos lados y un reloj central que domina la planta superior y el gablete. El reloj fue añadido posteriormente y data de 1731; está decorado con las iniciales H.A. de Enrique (en inglés: Henry) y su segunda esposa, Ana Bolena. Enrique construyó el palacio en ladrillo rojo, con detalles en ladrillo más oscuro.
El palacio fue remodelado en 1544 con techos pintados por Hans Holbein, y fue descrito como una «agradable casa real». Dos de los hijos de Enrique VIII fallecieron en St. James, Henry Fitzroy y María I. Isabel I vivía a menudo en el palacio, y se dice que pasó allí la noche mientras esperaba que la Armada española navegara el canal durante la guerra anglo-española.

### Los Estuardo

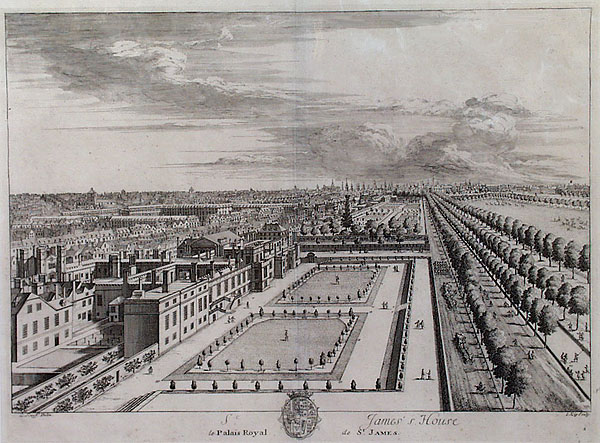
El Palacio de St. James, a la izquierda, y The Mall en 1715.

En 1638, Carlos I otorgó el palacio a María de Médici, la madre de su esposa Enriqueta María. María permaneció en el palacio durante tres años, pero el hecho de que una antigua reina católica de Francia residiera en un palacio real resultó impopular entre el parlamento y pronto le pidieron que se marchara a Colonia. Carlos I pasó su última noche en St. James antes de su ejecución. Posteriormente pasó a manos de Oliver Cromwell, quien lo transformó en cuartel durante la época de la Mancomunidad de Inglaterra. Carlos II, Jacobo II, María II y Ana nacieron en el palacio.
El palacio fue restaurado por Carlos II tras la caída de la Mancomunidad, construyendo el St. James's Park al mismo tiempo. Se convirtió en la residencia principal del monarca en Londres en 1698, durante el reinado de Guillermo III y María II, después de que el Palacio de Whitehall fuera destruido por un incendio, y en el centro administrativo de la monarquía.

### Casa de Hanover

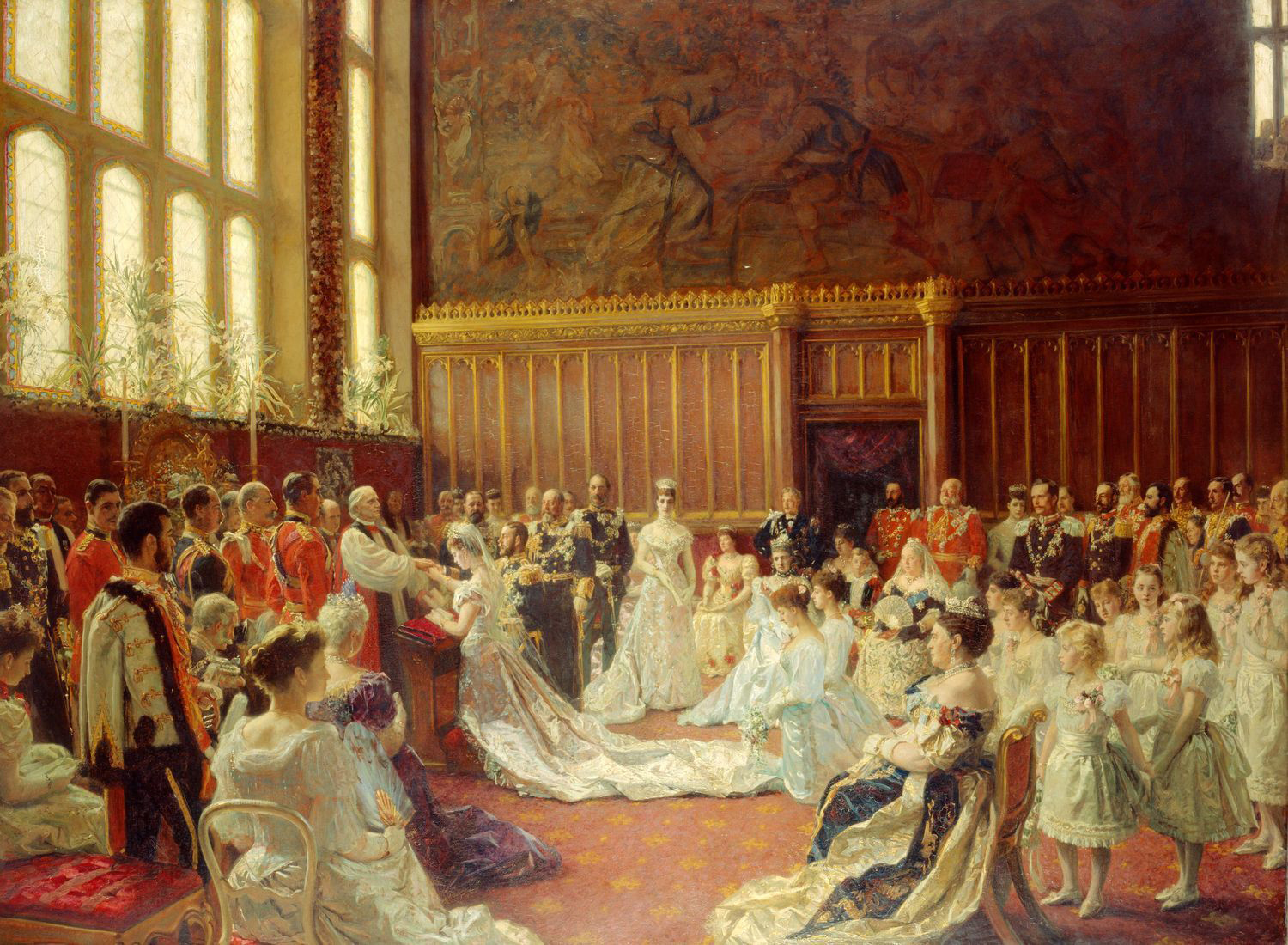
La Chapel Royal del Palacio de St. James durante el matrimonio del futuro rey Jorge V (1893).

Los dos primeros monarcas de la Casa de Hanover usaron el Palacio de St. James como su principal residencia en Londres. Tanto Jorge I como Jorge II alojaron en el palacio a sus amantes, la duquesa de Kendal y la condesa de Suffolk respectivamente. En 1757, Jorge II donó la biblioteca del palacio al Museo Británico; este regalo fue la primera parte de lo que más tarde se convirtió en la Royal Collection. En 1809, un incendio destruyó parte del palacio, incluidos los apartamentos privados del monarca en la esquina sudeste. Estos apartamentos no fueron sustituidos, dejando aislada la Queen's Chapel, y ahora Marlborough Road discurre entre los dos edificios.
Jorge III encontró el Palacio de St. James cada vez más inadecuado. El palacio Tudor fue considerado incómodo y demasiado pequeño para su creciente familia. En 1762 Jorge compró Buckingham House —el predecesor del Palacio de Buckingham— para su reina, Carlota de Mecklemburgo-Strelitz.
La familia real empezó a pasar la mayor parte de su tiempo en Buckingham House, mientras que solo usaban St. James para las ocasiones más formales; todavía se realizaban aquí recepciones tres veces por semana y audiencias públicas. A finales del siglo XVIII, Jorge III renovó los apartamentos de aparato pero descuidó las partes residenciales. La Reina Victoria formalizó el traslado en 1837, poniendo fin al estatus de St. James como residencia principal del monarca. No obstante, fue aquí donde Victoria se casó con el príncipe Alberto, en 1840, y donde, dieciocho años más tarde, la hija mayor de Victoria y Alberto, la princesa Victoria, se casó con el príncipe Federico de Prusia.

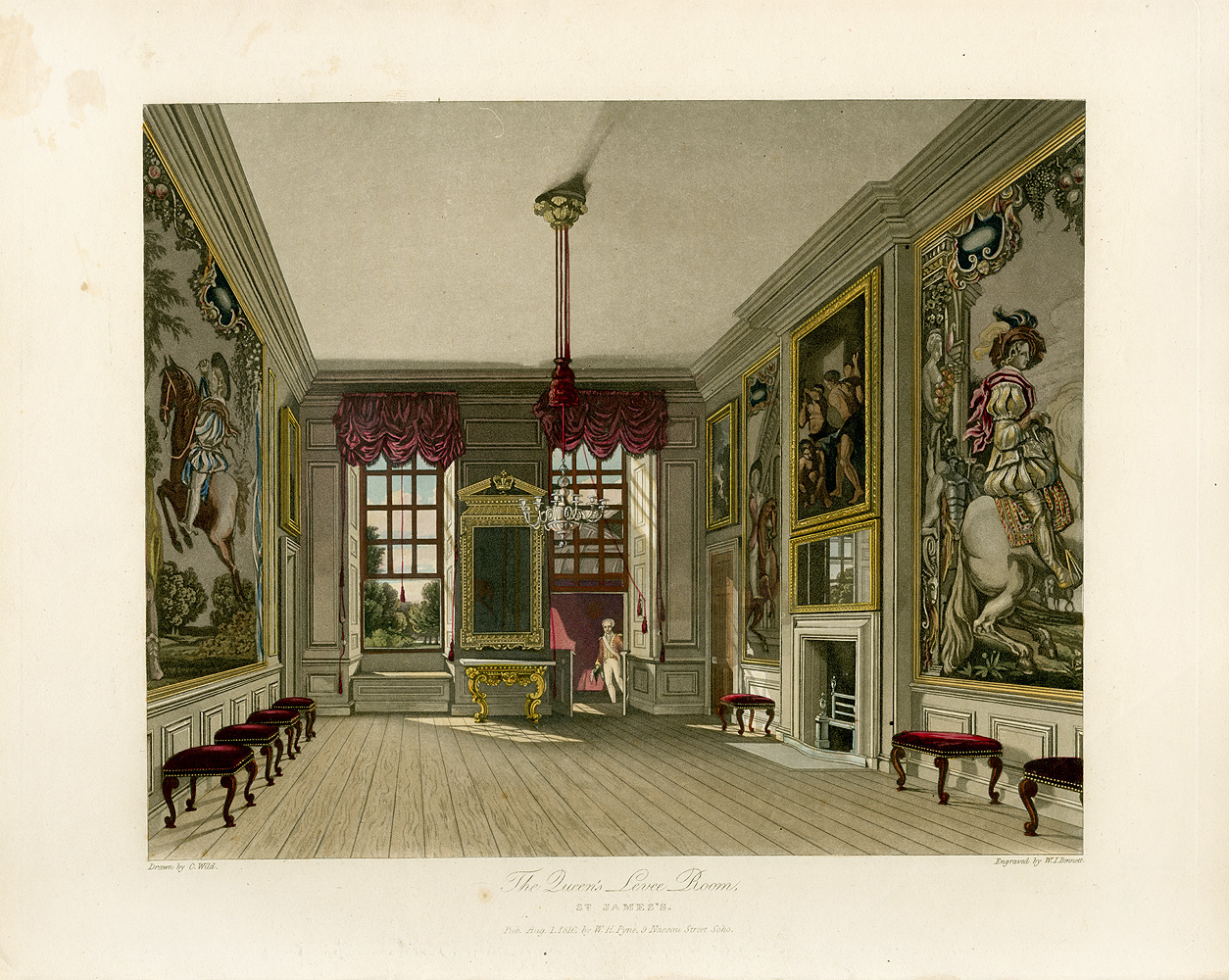
La sala de recepciones de la reina.

### SigloXX
En el palacio se celebró la Segunda Conferencia de Mesa Redonda (septiembre-diciembre de 1931), relacionada con la independencia de la India. El 12 de junio de 1941, representantes del Reino Unido, Canadá, Australia, Nueva Zelanda, la Unión de Sudáfrica, y de los gobiernos en el exilio de Bélgica, Checoeslovaquia, Grecia, Luxemburgo, Holanda, Noruega, Polonia y Yugoslavia, así como el General de Gaulle de Francia, se reunieron y firmaron la Declaración del Palacio de St. James, que fue el primero de los seis tratados que establecieron las Naciones Unidas y compusieron la Carta de las Naciones Unidas.

### Proclamation Gallery

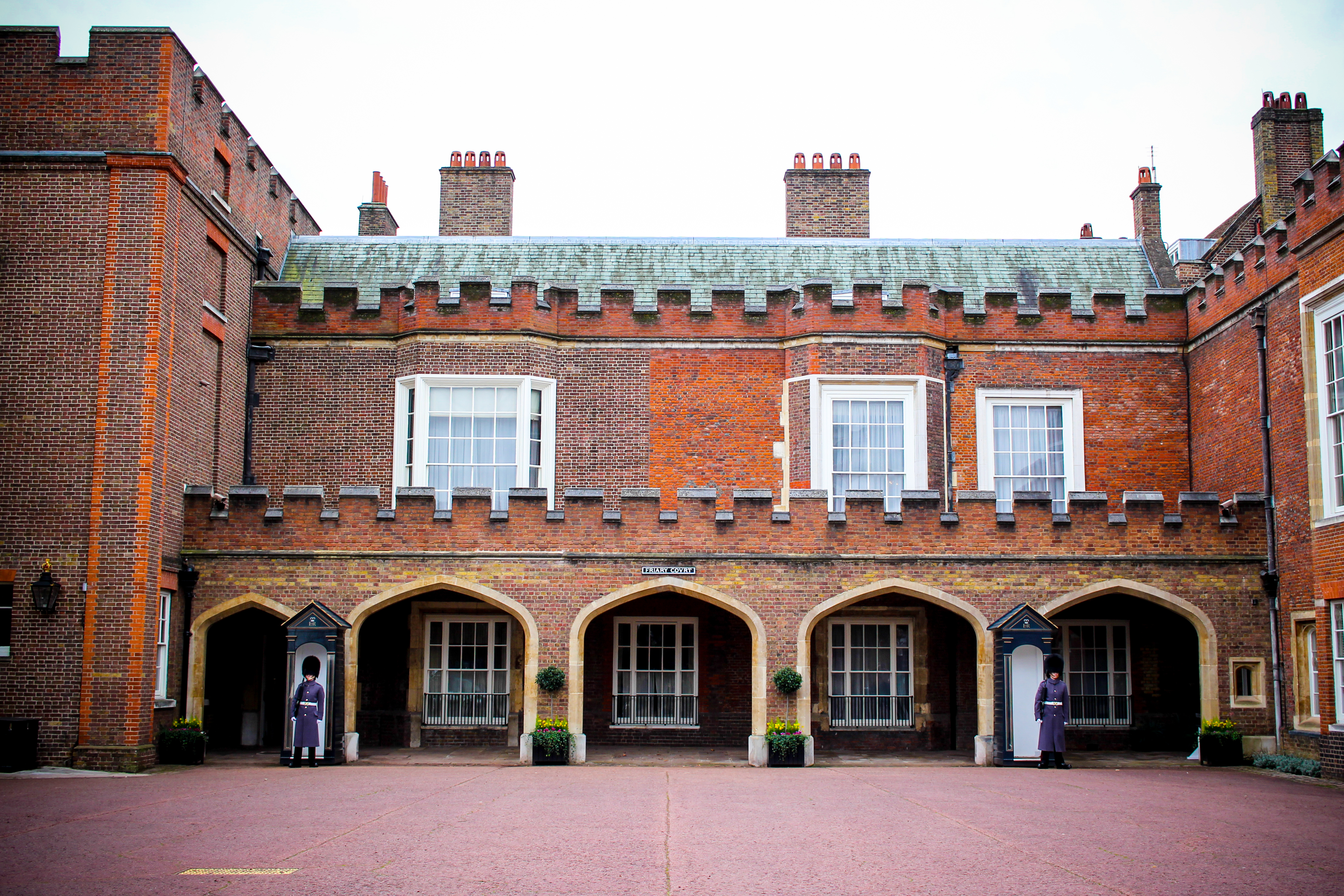
La Proclamation Gallery, con vistas al Friary Court, donde tradicionalmente se lee la proclamación del monarca por primera vez.

La Proclamation Gallery («Galería de la Proclamación») forma parte del Palacio de St. James y es utilizada después de la muerte de un monarca reinante. El Accession Council («Consejo de Ascensión») se reúne para nombrar al nuevo monarca. Una vez que el monarca ha hecho su juramento sagrado al Consejo, el Garter King of Arms («rey de armas de la Jarretera») sube a la Galería de la Proclamación, que da al Friary Court, para proclamar al nuevo monarca.
La última vez que se utilizó para esta histórica ceremonia fue el 10 de septiembre de 2022 con la proclamación del rey Carlos III. El Consejo de Ascensión, encabezado por el presidente de la Cámara de los Comunes, certificó su ascensión al trono. Para permitir que el rey de armas de la Jarretera y los trompetistas accedieran al balcón, se hubo de quitar la ventana central el día anterior e instalarse una puerta temporal.

## En la actualidad

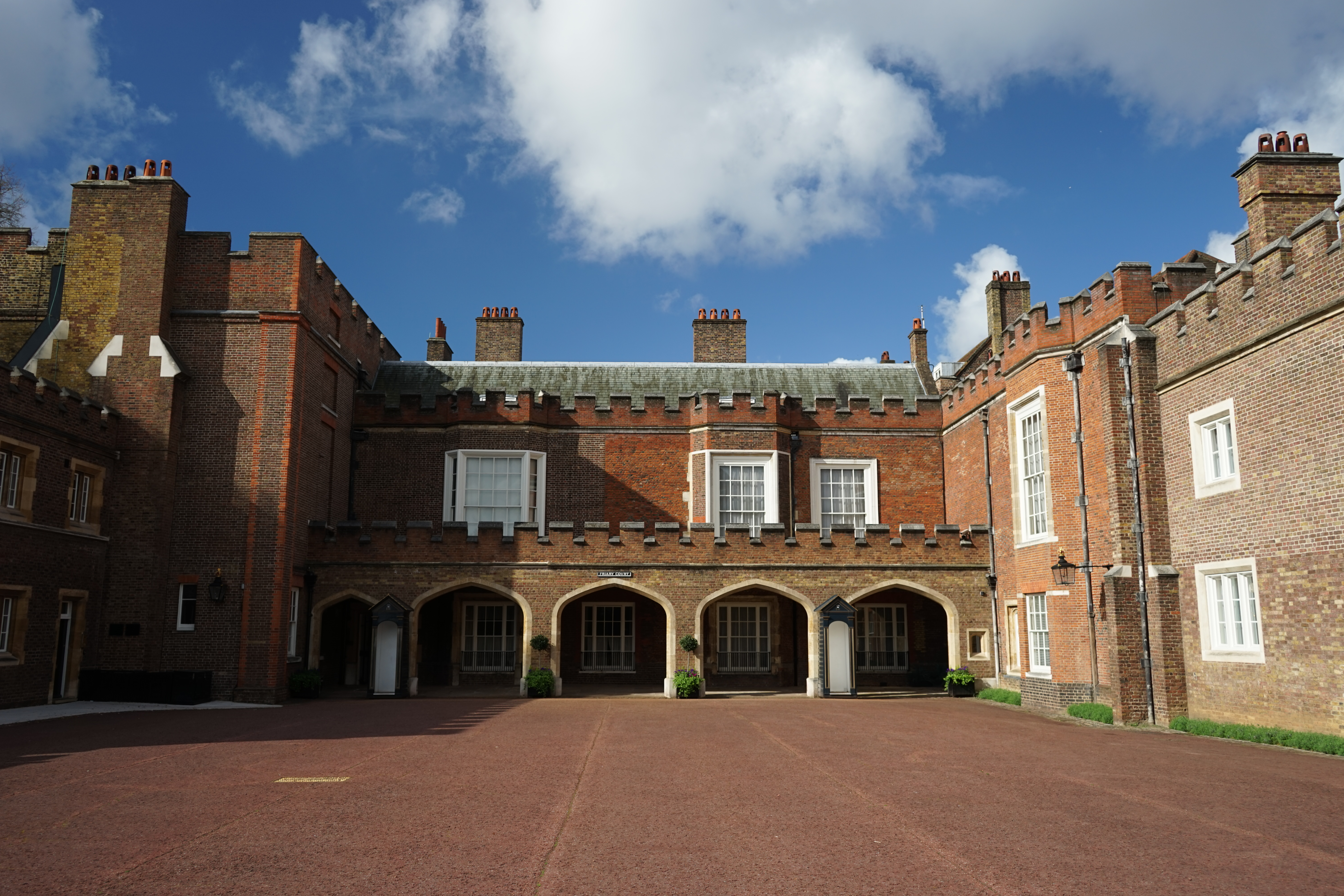
El Friary Court del Palacio de St. James en 2017.

El Palacio de St. James sigue estando en uso, y la Corte Real sigue teniendo su sede formal aquí, a pesar de que el monarca reside en otro lugar. También es la residencia en Londres de la princesa Ana, la princesa Beatriz y la princesa Alejandra. El palacio se usa para recepciones oficiales, como las de los jefes de Estado que visitan el Reino Unido, y alberga la sede de organizaciones benéficas patrocinadas por miembros de la familia real. Forma parte de un extenso complejo de edificios que alberga oficinas de corte y apartamentos de oficiales. En el complejo del palacio se encuentra la York House, la que fue casa del anterior príncipe de Gales y sus hijos, los príncipes Guillermo y Enrique. Lancaster House, situada al lado, es usada por el gobierno del Reino Unido para recepciones oficiales, y la cercana Clarence House, la antigua casa de la Reina Madre, continúa, por ahora, siendo la residencia del rey Carlos III. El palacio también fue la residencia oficial de la princesa Eugenia hasta abril de 2018.
La Queen's Chapel («Capilla de la Reina»), construida por Inigo Jones, está al lado del Palacio de St. James. Mientras la Queen's Chapel abre al público en algunos momentos, la Chapel Royal del palacio no es accesible al público, pero ambas siguen siendo lugares de culto activos.
También están en el Palacio de St. James las oficinas del Royal Collection Department, el mariscal del Cuerpo Diplomático, la Cancillería Central de las Órdenes de Caballería, la Chapel Royal, el Gentlemen at Arms, el Yeomen of the Guard y los Queen's Watermen. Desde principios de la década de 2000, la Royal Philatelic Collection ha estado en el Palacio de St. James, tras pasar todo el siglo XX en el Palacio de Buckingham.
El 1 de junio de 2007 el palacio, Clarence House y otros edificios dentro de su terreno (excepto el pavimento público de Marlborough Road) fueron designados como un lugar protegido para los efectos de la sección 128 del Serious Organised Crime and Police Act 2005. El efecto de esto fue convertir en un delito penal específico que una persona allanara el sitio.